# Hemicloeina bluff
Hemicloeina bluff är en spindelart som beskrevs av Norman I. Platnick 2002. Hemicloeina bluff ingår i släktet Hemicloeina och familjen Trochanteriidae. Inga underarter finns listade i Catalogue of Life.